# Oswego (Nova Iorque)
Oswego é uma cidade localizada no Estado americano de Nova Iorque, no Condado de Oswego. A sua área é de 29,1 km², sua população é de 17 954 habitantes, e sua densidade populacional é de 905 hab/km² (segundo o censo americano de 2000). A cidade foi fundada em 1722. É a capital do Condado de Oswego.